# Елджін (Айова)
Елджін (англ. Elgin) — місто (англ. city) в США, в окрузі Фаєтт штату Айова. Населення — 685 осіб (2020).

## Географія
Елджін розташований за координатами 42°57′19″ пн. ш. 91°38′8″ зх. д. / 42.95528° пн. ш. 91.63556° зх. д. (42.955369, -91.635593).  За даними Бюро перепису населення США в 2010 році місто мало площу 1,71 км², уся площа — суходіл.

## Демографія
Згідно з переписом 2010 року, у місті мешкали 683 особи в 318 домогосподарствах у складі 191 родини. Густота населення становила 398 осіб/км².  Було 343 помешкання (200/км²).
Расовий склад населення:
| - 98,8 % — білих - 0,4 % — корінних американців - 0,1 % — чорних або афроамериканців |

До двох чи більше рас належало 0,4 %. Частка іспаномовних становила 1,0 % від усіх жителів.
За віковим діапазоном населення розподілялося таким чином: 23,3 % — особи молодші 18 років, 53,4 % — особи у віці 18—64 років, 23,3 % — особи у віці 65 років та старші. Медіана віку мешканця становила 43,8 року. На 100 осіб жіночої статі у місті припадало 97,4 чоловіків;  на 100 жінок у віці від 18 років та старших — 96,3 чоловіків також старших 18 років.
Середній дохід на одне домашнє господарство  становив 50 144 долари США (медіана — 44 779), а середній дохід на одну сім'ю — 59 587 доларів (медіана — 51 339). Медіана доходів становила 39 219 доларів для чоловіків та 25 125 доларів для жінок. За межею бідності перебувало 11,9 % осіб, у тому числі 14,3 % дітей у віці до 18 років та 5,5 % осіб у віці 65 років та старших.
Цивільне працевлаштоване населення становило 372 особи. Основні галузі зайнятості: освіта, охорона здоров'я та соціальна допомога — 26,1 %, роздрібна торгівля — 21,2 %, виробництво — 15,9 %.